# サンタクララバレー交通局900形電車
この項目では、アメリカ合衆国カリフォルニア州サンタクララ郡で公共交通機関を運営するサンタクララバレー交通局（VTA）が所有する、日本の鉄道車両メーカーである近畿車輛が製造した超低床電車について解説する。VTAが運営するライトレール路線であるVTAライトレールに向けて2001年以降100両が導入された。

## 概要
電子工業が盛んなシリコンバレーを経由する、サンタクララバレー交通局（VTA）のライトレールでは、1987年の開通以降カナダ・オンタリオ州傘下の公営企業であるUTDCが製造した2車体連接式電車が使用されていた。だが、これらの車両は床上高さが高く、車椅子を使用する利用客は乗降の際に各駅に設置されているリフトやタラップを必要としていた。これらの置き換えおよび路線延伸に向けた新型車両として、VTAは1999年6月に近畿車輛と新型電車・900形の受注契約を交わした。
編成は3車体連接式で、動力台車を有する先頭車体（A車・B車）が付随台車や集電装置を有する全長が短い中間車体（C車）を挟み込む構造である。延伸区間は乗客の乗降の容易さを踏まえてプラットホームの高さが低く設計されており、900形もそれに合わせて先頭部の動力台車部分を除き車内の70％が低床構造の部分超低床電車となっている。そのためプラットホームと車両の間には段差がなく、車椅子利用客の乗降の際にもリフトやタラップが不要となっている。厳しい安全基準に適合した耐候性高張力鋼（LAHT）製の車体のデザインには生産性やメンテナンスの容易さを考慮したキュービックスタイルの流線形が取り入れられた一方、既存のUTDC製電車のイメージも踏襲しており、塗装も同様の配色が採用されている。連接面の内装はそれまで近畿車輛が手掛けたアメリカ向け連接車から部品の簡素化が図られ、以降の車両にもその設計が活かされている。
車内は先頭車体に2人掛けのクロスシートが、中間車体にはロングシートが配置されており、加えて先頭車体には折り畳み式の3人掛けロングシートが備わった車椅子スペースが各車体に2箇所、中間車体にはロングシートと向かい合わせの場所に4台分の自転車ラックが設置されている。乗降扉は両開き式プラグドアで、先頭車体に両側2箇所づつ存在する。
製造に際してはVTAとの契約内容により、一定の割合でアメリカ合衆国で製造された部品の使用を規する「バイ・アメリカン法」がの適用が免除されており、東芝製のクーラーを始めとした日本製部品が多数用いられている。一方でフランス・アルストム製の主電動機や制御装置、ドイツ・クノールブレムゼ製の制動装置など日本以外の企業が手掛けた部品も採用されている。動力台車の軸ばねにはシェブロンゴム、枕ばねには空気ばねが使われる一方、付随台車は車体と一体化した車軸がない独立車輪方式となっており、車輪は双方ともは防振ゴムを用いたボーフム弾性車輪である。また車輪設計の見直しや摩擦調節剤を用いた潤滑装置の導入（動力台車）により、急カーブ走行時に台車から発生する騒音の抑制が図られている。これらの機器や台車の構造の多くは、先に製造された70％部分超低床電車であるニュージャージー・トランジット向け車両と同様の仕様となっている。

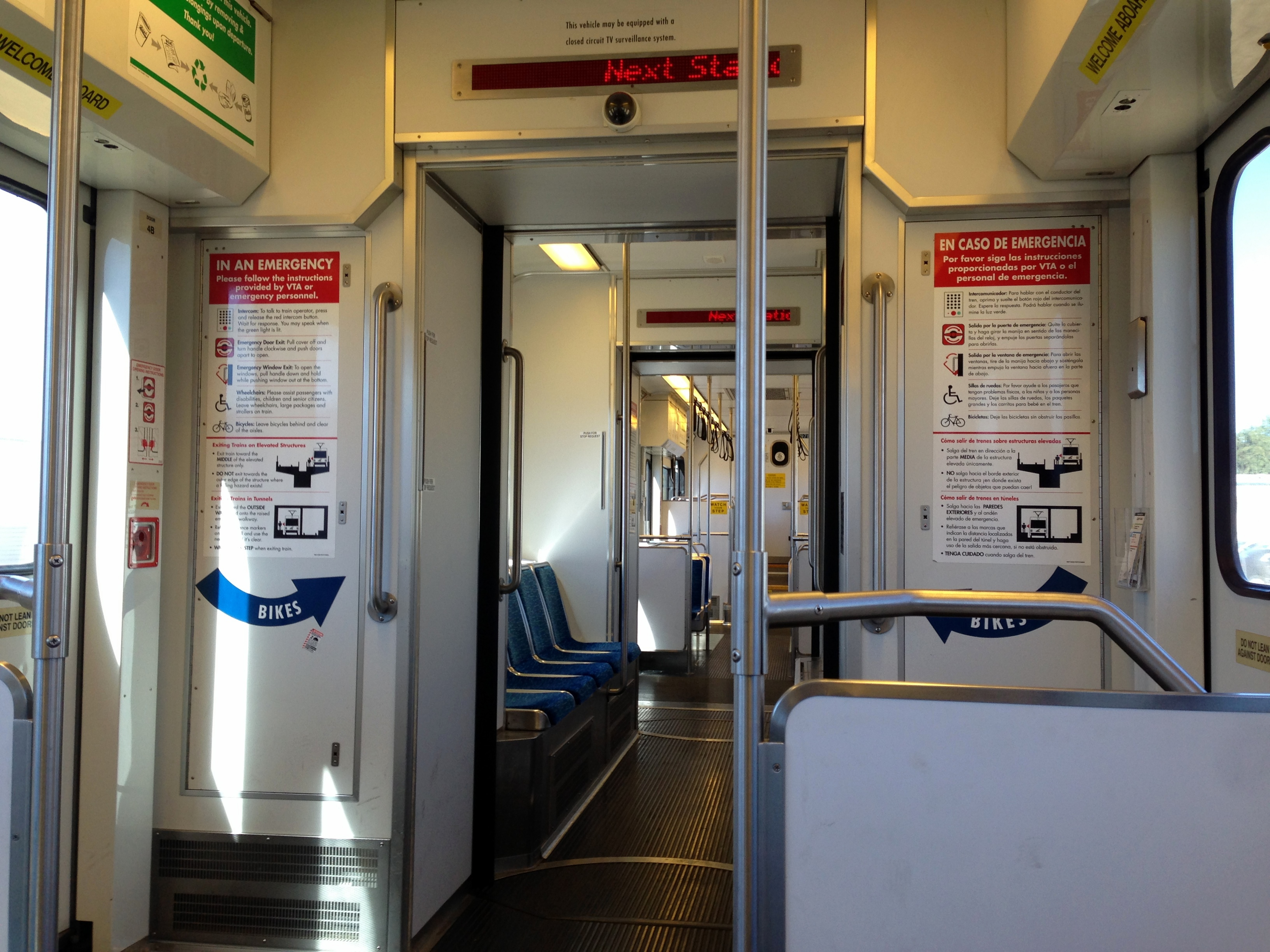
車内
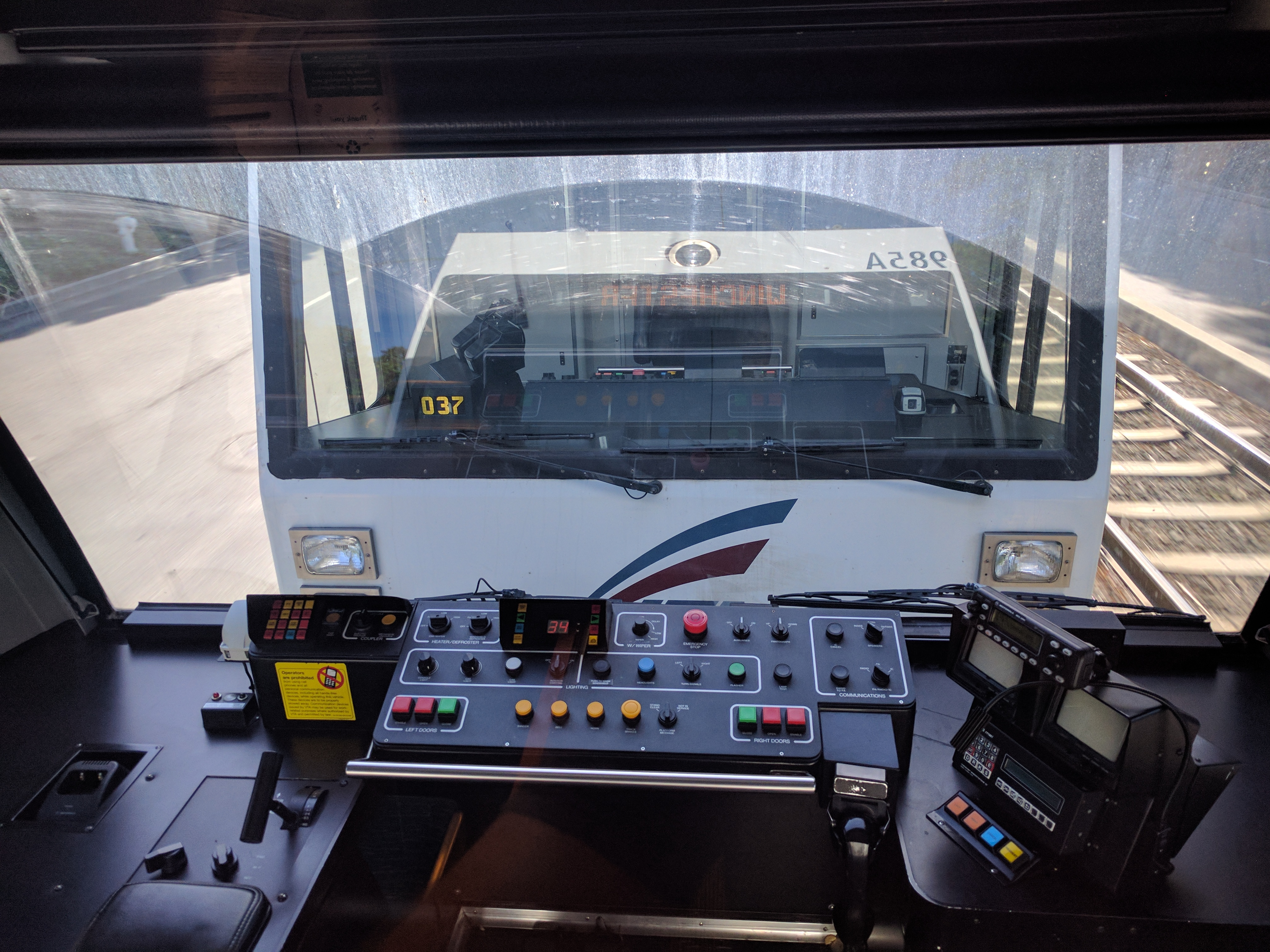
運転台（連結運転時）
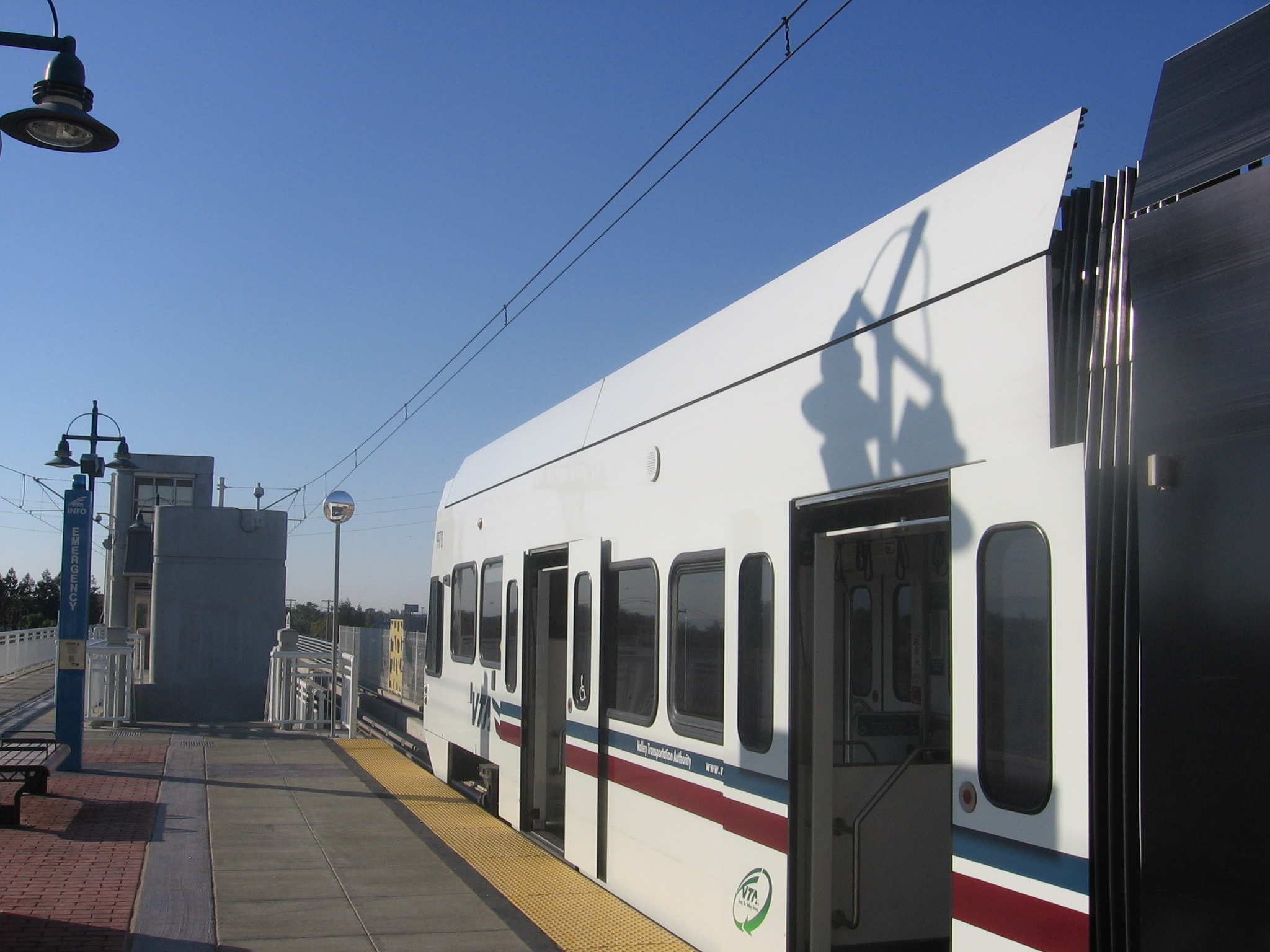
乗降扉にはプラグドアを採用している

## 運用
当初は路線延伸分の30両を導入する予定であったが、UTDC製電車の置き換え用としてオプション分70両も全て発注され、2001年 - 2002年（30両）および2004年（70両）に計100両（900 - 999）が導入された。日本で製造の全工程が実施された試作車2両を除き、最終組み立てはカリフォルニア州バレーホーにあるVTAライトレールの設備を改装した上で実施された。導入当初は延伸区間よりもプラットホームが高かった既存区間での走行は出来なかったが、後のホームを低くする改装工事が実施され、2008年現在は全線で運行可能となっている。
これらの車両のうち66両については、2003年以降サービス期間を含めた最大30年のリース契約が合計4件交わされており、リース料として2億9,120万ドルが前払いされている。この契約にはVTA側が車両の維持や保守を行う義務が明記されており、リース期間終了後に購入オプションを行使する事も可能となっている。
900形の導入に伴いUTDC製電車は2003年までに営業運転から撤退し、ユタ交通公社（TRAX）やサクラメント地域交通局（サクラメントRTライトレール）へ移籍した。

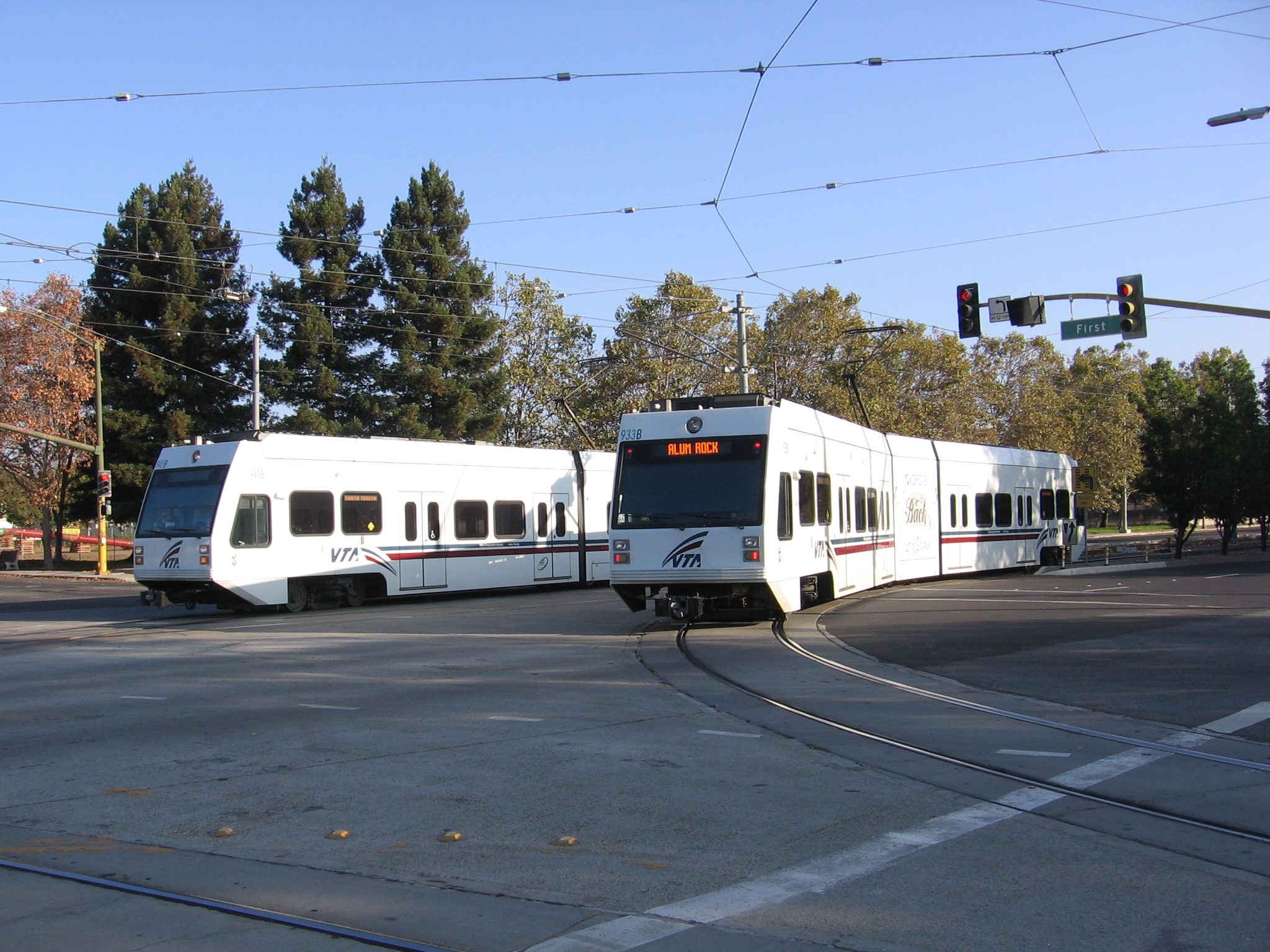
併用軌道上ですれ違う900形（2012年撮影）